# DirectDraw Surface
DirectDraw Surface (скорочено DDS) — компресований формат зберігання даних розроблений корпорацією Microsoft. При компресії, задля зменшення розміру файлів та меншого навантаження на графічний процесор, використовується алгоритм S3TC.

## Опис
Формат найчастіше використовується для зберігання текстур і застосовується в безлічі 3D-додатків, а також у сучасних 3D-іграх. Дозволяє зберігати текстури як у компресованому, так і в нестислому вигляді. Ця особливість дозволяє використовувати DDS зокрема у консолях сьомого покоління, як-то Xbox 360 і PlayStation 3. Перевага формату полягає в тому, що завдяки підтримці відеокартами DXTn їх драйвера можуть виконувати швидкісно прискорене стиснення текстур, що значно економить час, необхідний на їх декомпресію у таких форматах як JPEG і підвищує швидкодію відеоадаптерів.